# Șîroke, Berezivka
Șîroke (în ucraineană Широке) este un sat în comuna Mîkolaiivka din raionul Berezivka, regiunea Odesa, Ucraina.

## Demografie
Componența lingvistică a localității Șîroke
     Ucraineană (100%)
Conform recensământului din 2001, toată populația localității Șîroke era vorbitoare de ucraineană (100%).